# زين أباد سنغي (قرية الخير)
زين أباد سنغي (بالفارسية: زین‌آباد سنگی) هي قرية تقع في إيران في البلدة المركزية. يقدر عدد سكانها بـ 794 نسمة .